# Cueva de los Casares
Cueva de los Casares är en grotta i Riba de Saelices i Spanien.   Den ligger i provinsen Provincia de Guadalajara och regionen Kastilien-La Mancha, i den centrala delen av landet, 130 km öster om huvudstaden Madrid. Grottan har arkeologiska, paleontologiska och paleoantropologiska lämningar, särskilt förhistoriska hällristningar. 
Casaresgrottan upptäcktes 1933 och innehåller förhistoriska ristningar och målningar och arkeologiska, paleontologiska och paleoantropologiska fynd. Den ligger vid stranden av floden Linares, i naturparken Alto Tajo, på en höjd av 1162 m ö.h.
Casaresgrottan är en av de viktigaste grottplatserna som finns på Iberiska halvön, med lämningar tidigare än Homo sapiens, såsom ett mellanhandsben från Homo neandertalensis och stenverktyg från Moustérienkulturen, även förknippat med neandertalaren (mellanpaleolitikum).  Grottan är mest känd för en serie målningar som visar den tidigaste representationen av mänsklig förståelse av reproduktionsprocessen, med bilder av parning (kanske förmedlad av en mystisk shaman figur), graviditet, förlossning och familjeliv. Mammutar och andra djur förekommer ofta i målningarna.
Det finns många avbildningar av djur, antropomorfer (människoliknande figurer) och ideogram inklusive manliga penisar, kvinnliga vulva, verktyg och mer abstrakta bilder.

## Grottans historia
De första referenserna till grottan i litteraturen går tillbaka till första halvan av 1800-talet, men fram till 1933 finns det ingen kännedom om de målningar/ristningar som upptäcktes av bröderna Rufo och Claudio Ramírez. Det finns cirka 200 ristningar från paleolitikum i grottan. Inristningar av järv är okänd från andra lokaler. Grottan är känd för ett antal inristningar som anses representera mänsklig reproduktion. Dessa inkluderar en av de tre avbildningar av kopulation som är kända från den paleolitiska perioden, samt de av graviditet, födelse och familjeliv. Upptäckten av avbildningarna var av stor betydelse, och studerades av Francisco Layna Serrano (1893–1971), läkare och historiker i provinsen Guadalajara. År 1932 började arkeologen Juan Cabré (1882–1947), tillsammans med sin dotter Encarnación Cabré, författare till många fält- och fotografiska verk av målningarna, att utforska grottan, varefter den förklarades som ett nationalmonument 1934. Kända europeiska arkeologer som Henri Breuil (1877–1961) och Hugo Obermaier (1877–1946) studerade grottan för att bestämma ristningarnas ålder. Juan Cabré hade daterat ristningarna till Aurignacian och Solutrean (30 000 till 25 000 f.Kr.). Andra författare anser att de var yngre. Upptäckten av dessa ristningar i det inre av halvön är ensamma i sitt slag förutom Cueva de la Hoz, som finns 14 km bort. Spanska inbördeskrigets utbrott hindrade Juan Cabré från att fortsatt studera grottan under kriget. Lokalbefolkningen förstod inte grottans värde och inristningarna skadades, och målades i. Det var inte första gången som de drabbades av skadegörelse. Ovanför grottan finns ett vakttorn (Torre de Los Casares) och de arabiska soldaterna var de första som klottrade på platsen under medeltiden.

Cueva de los Casares
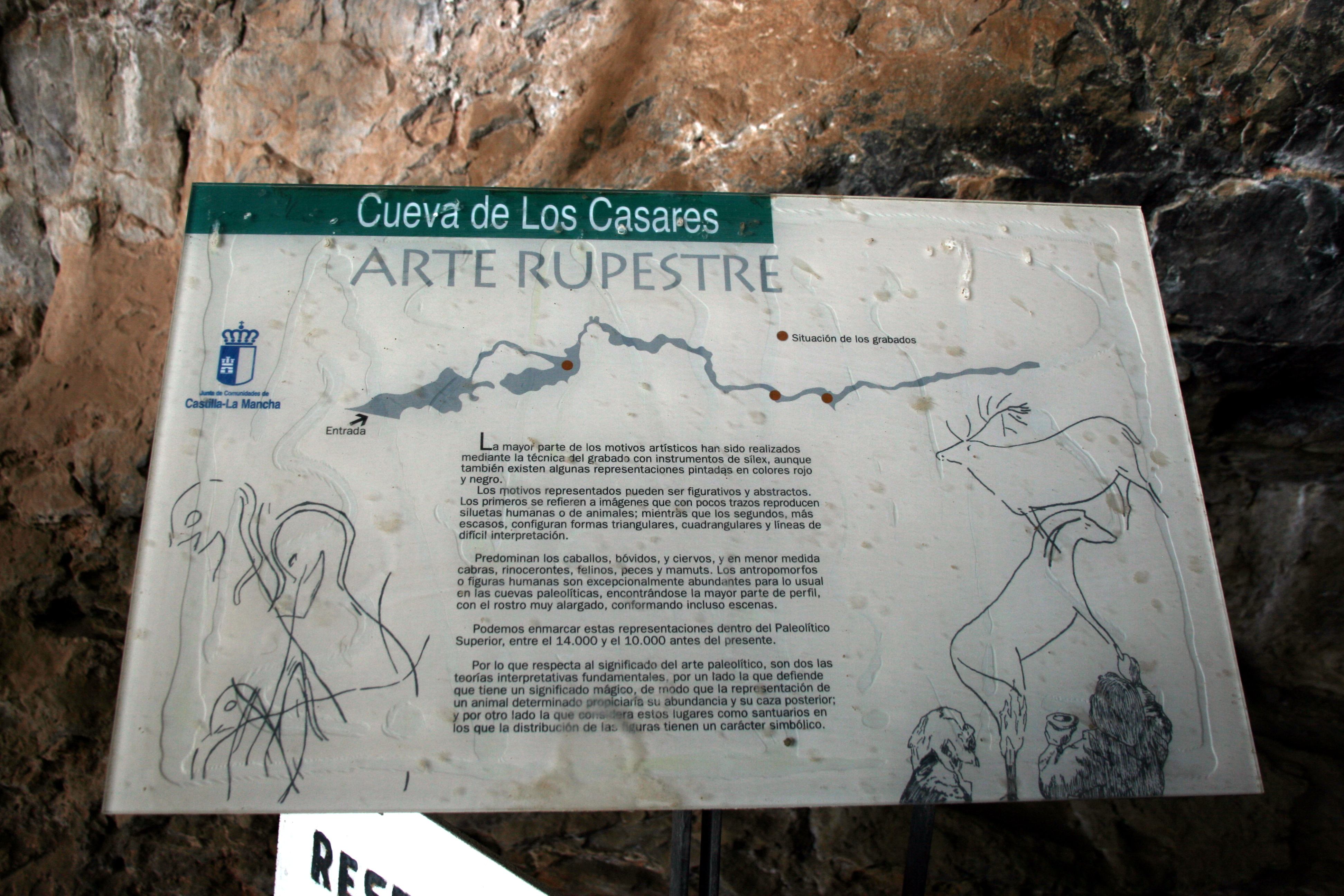
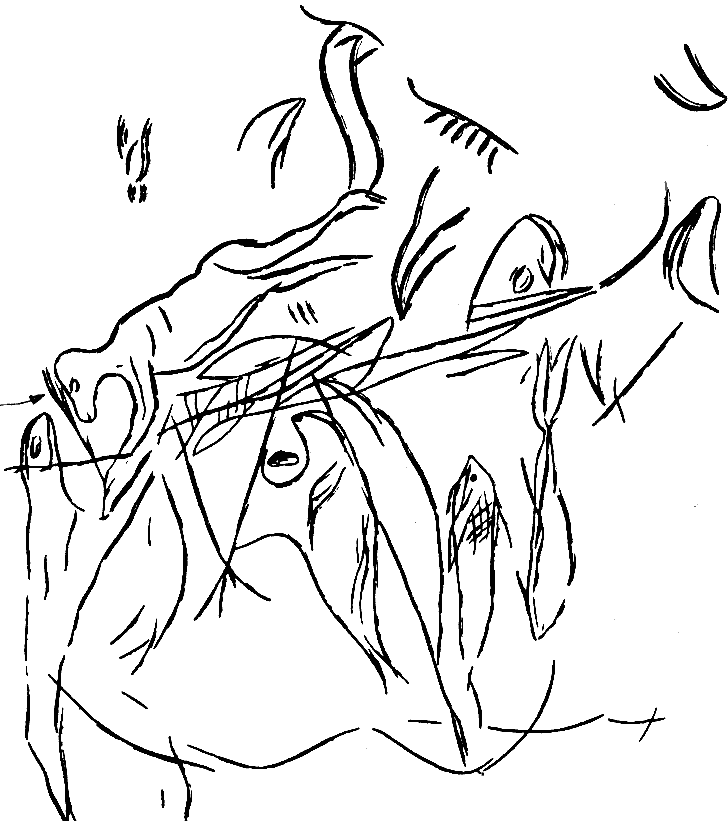
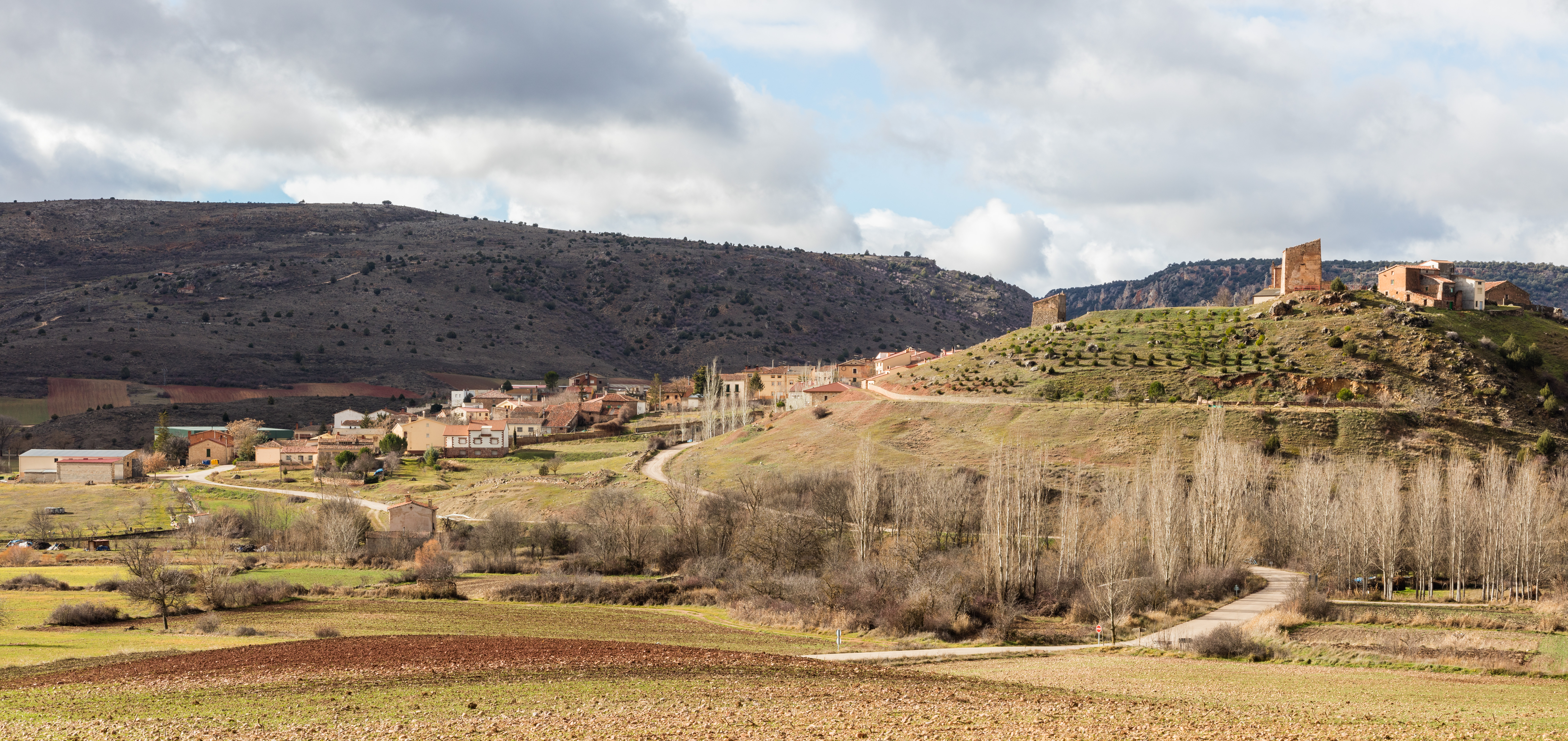
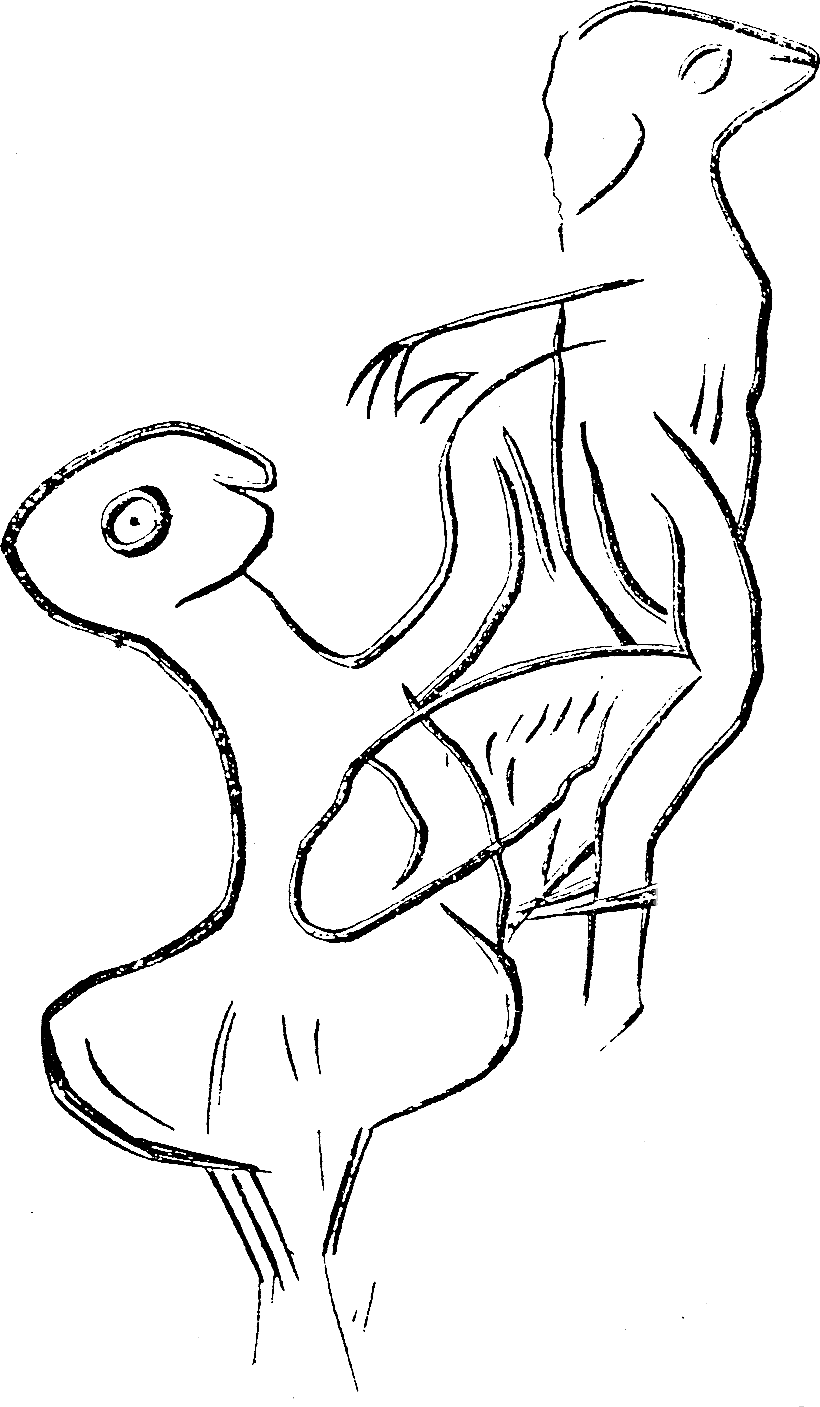
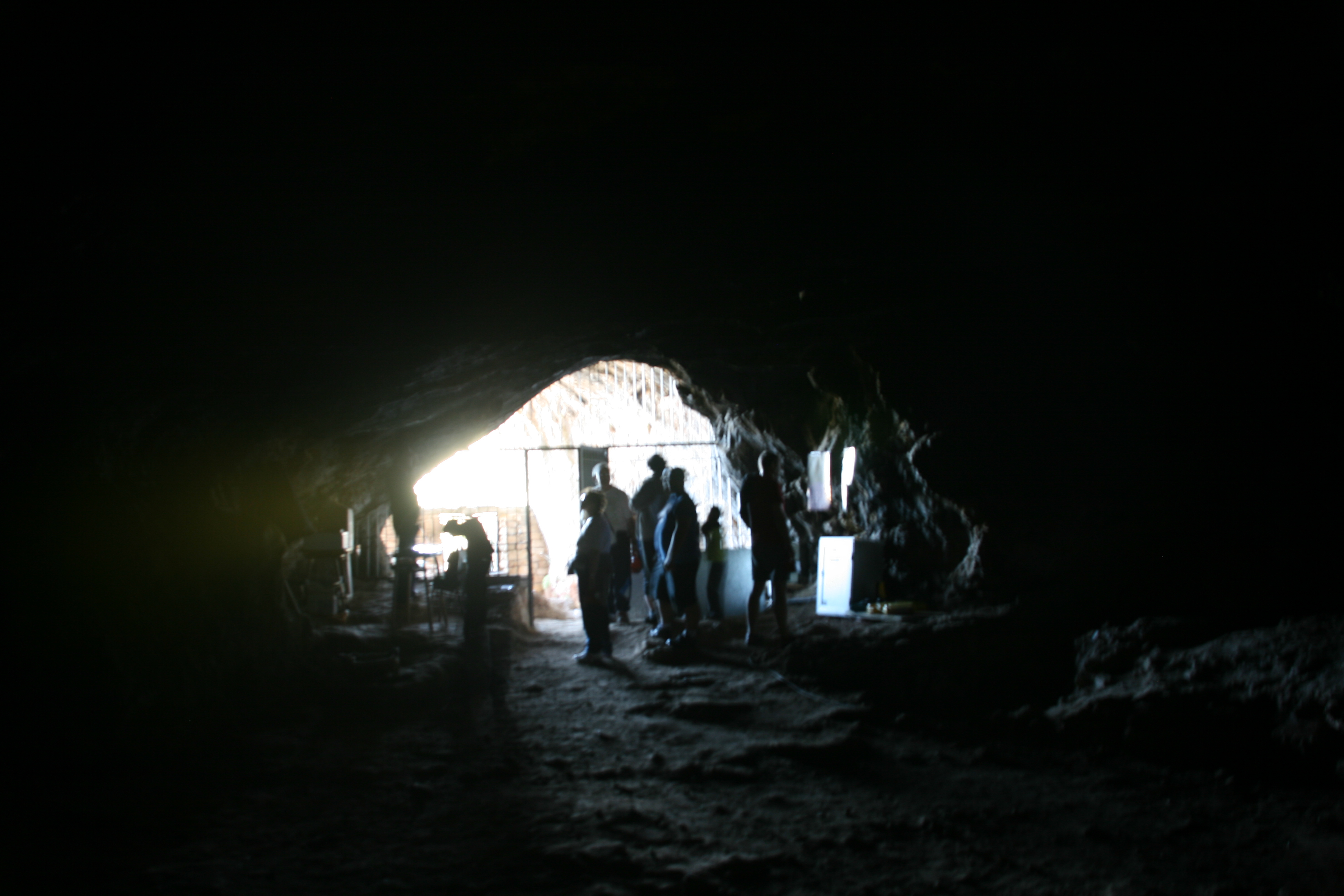

## Terräng och klimat
Terrängen runt Cueva de los Casares är kuperad åt sydost, men åt nordväst är den platt. Runt Cueva de los Casares är det mycket glesbefolkat, med 2 invånare per kvadratkilometer. Närmaste större samhälle är Alcolea del Pinar, 18,1 km nordväst om Cueva de los Casares. Omgivningarna runt Cueva de los Casares är i huvudsak ett öppet busklandskap.
Ett kallt stäppklimat råder i trakten. Årsmedeltemperaturen i trakten är 12 °C. Den varmaste månaden är juli, då medeltemperaturen är 25 °C, och den kallaste är januari, med 1 °C. Genomsnittlig årsnederbörd är 681 millimeter. Den regnigaste månaden är april, med i genomsnitt 91 mm nederbörd, och den torraste är augusti, med 19 mm nederbörd.